# Kengkhar Gewog
Kengkhar Gewog (Dzongkha: སྐྱེངས་མཁར་) es un Gewog (bloque de aldea) del Distrito de Mongar, en Bután